# Экклесия
Экклеси́я (от др.-греч. ἐκκλησία) в Древней Греции — народное собрание, высший орган государственной власти. В Афинах в V веке до н. э. «экклесией» называли верховный орган государства, осуществлявший законодательную, исполнительную и судебную власть. Принимать участие в деятельности экклесии мог любой афинский гражданин мужского пола, достигший 20-летнего возраста. Также «экклесией» называли другие верховные органы в демократических полисах. В олигархических полисах права экклесии были ограничены другими государственными органами типа советов и коллегий. В ряде государств народные собрания имели специальные названия: «апелла» — в Спарте, «агора» — в Дельфах и городах Фессалии, «алия» — в Аргосе, Эпидавре, Геле, Акраганте.

## Полномочия экклесии
На народных собраниях лежали следующие дела и обязанности:

### Содействие законодательной деятельности
В первом народном собрании в году председатели предлагали вопрос, все ли законы должны быть оставлены без изменения или же необходимы перемены. Для большей наглядности тесмотеты должны были собрать противоречащие законы и устарелые, но ещё не уничтоженные форменно постановления и представить их народу. Кроме того, всякому было предоставлено делать от себя предложения. Вновь предложенные законы (всякий отменяемый закон должен был заменяться новым) выставлялись публично для всеобщего сведения. Народ избирал защитников старых законов (συνήγοροι σύνδικοι), а в третье народное собрание — номофетов (νομοθέται) из числа гелиастов текущего года, перед которыми происходил формальный процесс старого и нового закона. Первый защищали синегоры, второй — тот, кто его предложил. Решение принадлежало номофетам под председательством тесмотетов, но решение это, если оно было в пользу нового закона, так же как и псефизма, могло подлежать γραφη παρανόμων, и утверждение его, равно как и отклонение, зависело от приговора судей. Всё производство дела называлось ἐπιχειροτονία νόμων. В позднейшие времена народ часто обходил эту строгую форму и заменял законы своими постановлениями.

### Избрание должностных лиц
Поскольку избрание происходило посредством χειροτονία, а не по жребию, сообразно демократическим учреждениям Клисфена, выборы сохранились для тех лиц, должности которых требовали особых способностей и гарантии относительно состояния при военных и финансовых должностях и некоторых других. Выборные собрания, время которых не может быть точно определено, называются ἀρχαιρεσίαι. Председательство в них имели 9 архонтов. Кандидаты назывались σπουδάρχαι, домогаться должности — ἀρχαιρεσιάζειν, σπουδαρχια̃ν. Должностные лица могли быть смещены, а поэтому в первом собрании всякой притании архонты ставили вопрос, должны ли быть служащие оставлены в своих должностях или же сменены (ἐπιχειροτονία τω̃ν ἀρχόντων или ἀρχω̃ν).

### Постановления против отдельных лиц, остракизм
На изгнание через остракизм нельзя смотреть как на наказание, и действительно оно не имело никаких дурных последствий ни для чести, ни для имущества изгнанного. В собрании перед началом седьмой притании задавался вопрос, является ли необходимость в применении этой меры к отдельным личностям (конечно, по политическим причинам). Если давался утвердительный ответ, то всякий, желавший чьего-либо изгнания, должен был в собрании на агоре написать его имя. Кто имел против себя 6000 голосов, должен был оставить город на 10, позже — на 5 лет, но мог быть возвращён по решению народа. Последним деятелем, изгнанным остракизмом, был Гипербол (417 год до н. э.).

### Судейские обязанности
Судейские обязанности народ имел лишь в чрезвычайных случаях относительно тех, которые были преследуемы посредством исангелии, хотя и тут в большинстве случаев последнее решение принадлежало суду). При προβολή приговор народа имел лишь предварительное значение и по закону не имел никакого влияния на приговор суда; обвинения против должностных лиц были вносимы в народное собрание посредством προβολή, но решались судьями.

### Верховенство в общегосударственных делах
Народ при установленном законом содействии совета имел верховное решение во всех государственных делах, о войне и мире, о союзах и договорах. Полномочия послов исходили от народа. Возвращавшиеся послы, равно как послы иностранных государств, были принимаемы в народном собрании, явившись предварительно в совете. Расходование общественных денег, равно как изменение податей и пошлин, зависело от решения народа. Равным образом дела, касавшиеся религии, например, принятие новых культов, обсуждались самим народом. Далее, наряду с другими корпорациями народ раздавал почести и права отдельным лицам, например, венки, стол в пританее. Наконец, народ же даровал иностранцам право гражданства.

## Принципы функционирования
Афинская экклесия — собрание всего народа, граждан, начиная с 20-и лет (ἀγοραί представляли собой собрания фил и демов). Во всякой притании было по 4 очередных (νόμιμοι) собрания, первое называлось κυρία (в прежние времена, вероятно, единственное в притании); иногда и все 4 назывались κύριαι. В особых случаях, которые требовали немедленного выполнения, граждане также из деревень созывались на чрезвычайное собрание (σύγκλητος или κατάκλητος ἐκκλησία, также κατακλησία).
Для каждого из очередных собраний был назначен особый род занятий, например, для первого — ἐπιχεφοτονία должностных лиц, обвинения против государственных преступников, объявление о конфискованных имуществах и о заявленных на суде притязаниях на наследства; для второго — прошения к народу и предложения о помиловании; для третьего — переговоры с иностранными государствами; для четвёртого, наконец, — религиозные и общественные дела вообще. Кроме того, по правилу, председательствующий должен был заранее объявить посредством плакатов о предметах собрания (προγράφειν ἐκκλησίαν; их отсутствие называлось ἐκκλησίας ἀπόγραφος).
В какие дни притании оно бывало и бывало ли во всех пританиях в один и тот же день, нельзя сказать. Созывал собрание эпистат между пританами, позже между проэдрами (см. буле); иногда, особенно в военные времена, созывали стратеги. Приглашение через герольдов было необходимо только при κατακλησίαι. Местом собрания в прежние времена была площадь, потом преимущественно Пникс, а ещё позже обыкновенно театр, в особенных случаях также театр в Пирее. При входе каждый получал дощечку, возвращая которую он получал плату (ἐκκλησιαστικόν), состоявшую из 1, позже из 3 оболов. О недопущении не имевших на то право заботились 6 лексиархов и их служители. Кто приходил слишком поздно, не получал платы. Перед открытием собрания совершалось жертвоприношение и молитва. Затем председатель, созвавший собрание, предлагал предмет на обсуждение.
Прежде всего происходило голосование относительно того, хочет ли народ присоединиться к постановлению совета, которое обычно сопровождало предложение (γνώμην βουλη̃ς συμβάλλεσθαι εἰς τóν δη̃μον). Голосование при этом называлось «предварительным» (προχειροτονία). В следовавших за этим дебатах, если высказывались за дальнейшее обсуждение вопроса, мог принимать участие всякий, кто не подлежал атимии.
Докимасия ораторов ограничивалась исключительно расследованием, находится ли оратор в обладании всеми гражданскими правами. Официальных ораторов не существовало, и господствовала полная равная для всех свобода слова (ἰσηγορία), хотя естественно, что во все времена отдельные личности, выдававшиеся государственной мудростью и талантом, часто также любимые народом за красноречие и лесть демагоги, занимались ораторством как настоящей задачей жизни, правда, народное собрание было единственным поприщем для деятельности государственных людей. На время речи оратор надевал венок в знак своей неприкосновенности. Если он уклонялся от предмета речи или провинился против существующих обычаев или законов, то председателю было предоставлено удалить его с кафедры и оштрафовать его на 50 драхм. При более тяжких проступках он мог быть предан для наказания совету или ближайшему народному собранию.
Впрочем, в позднейшие времена, когда демагоги задавали всему тон, постановления эти уже не выполнялись с прежней строгостью. Так как собрание не было связано решением (пробулевма) совета, то всякому оратору было предоставлено сделать своё собственное предложение, которое могло быть прямо противоположно постановлению совета. Такое предложение вручалось во время собрания председателям, которые решали, должно ли оно быть предложено народу для голосования (ἐπιψηφίζειν, ἐπιχειροτονίαν или διαχειροτονίαν διδόναι, ἐπιτρέπειν ψηφίζεσθαι, ἐπάγειν ψη̃φον), причём, впрочем, один только из председателей, по крайней мере эпистат, мог вопреки решению остальных, с опасностью навлечь на себя έ̓νδειξις, воспрепятствовать голосованию, если предложение было противно законам (как Сократ в процессе стратегов. Plat. Apol. p. 32). Мало того, всякий в собрании мог выступить против оратора, причём он с клятвою заявлял (ύπόμνυσθαι, ύπωμοσία), что он хочет привлечь к суду сделавшего предложение за противозаконность оного (παρανόμων). Разрешение голосовать противозаконное предложение могло в известных случаях повлечь за собой атимию.
Голосование происходило посредством поднятия рук (χειροτονει̃ν, χειροτονία), в личных вопросах, как в суде, посредством дощечек или камешков (ψη̃φοι), отсюда ψηφίζεσθαι; это слово, впрочем, употреблялось вообще в смысле «голосовать». Постановление называется псефизма. Оно вносилось в архив, часто вырезалось на меди или на камне. Формулу постановлений можно видеть из следующих надписей:
᾽Έδοξεν τη βουλη̃ καί τω̃ δήμω· Κεκροπὶς ἐπρυτάνευε, Μνησίθεος ἐγραμμάτευε, Εὐπείθης ἐπεστάτει. Καλλίας ει̃πε (сделал предложение) ἀποδιδόναι и т. д. (из ол. 86, 3. 434/433).
Иногда ещё ближе определяется время, именно прибавляется имя архонта, название притании и её дня, например, ᾽Επὶ Ναυσινίκου ά̓ρχοντος, — ἐπὶ τη̃ς ῾Ιπποθουντίδος ἑβδόμης πρυτανείας (из ол. 100, 3. 378/377) и ἐνάτη καί εἰκοστη̃ τη̃ς πρυτανείας (из ол. 109, 4. 341/340); указание на день притании, даже на день месяца в позднейшие времена всегда практиковалось. Начиная с ол. 100, 3. эпистат выбирался не из пританов, но из φυλὴ μὴ πρυτανεύουσα. С 369/368 г. до н. э. этот эпистат в декретах обозначается словами τω̃ν προέδρων ἐπεψήφιζε или ἐπεστάτει, а позже, с 314/313 г. прибавляется καὶ συμπρόεδροι. Ο значении этих лиц см. буле.
По окончании дел председатель распускал собрание через глашатая. Отсрочивалось собрание тогда, когда дела не были окончены или если гром и молния или другие διοσημίαι мешали продолжению совещания.